# باشگاه فوتبال ریمینی ۱۹۱۲
باشگاه فوتبال ریمینی ۱۹۱۲ (انگلیسی: Rimini FC 1912) یک باشگاه فوتبال مستقر در ریمینی،  ایتالیا است که در حال حاضر در سری سی، سومین سطح لیگ فوتبال در این کشور به فعالیت می‌پردازد. 